# Warhammer 40,000: Mechanicus
Warhammer 40,000: Mechanicus est un jeu PC du genre stratégie au tour par tour/RPG tactique, sorti le 15 novembre 2018. Le développeur du jeu est Bulwark Studios et l'éditeur est Kasedo Games. Le jeu est sorti sur les plateformes Windows, PlayStation 4, Xbox One et Nintendo Switch. Le jeu se déroule dans l'univers fictif de Warhammer 40,000.

## Intrigue du jeu
Le joueur est invité à endosser le rôle d'un des commandants d'expédition de l'Adeptus Mechanicus, une organisation influente et puissante de l'Imperium. Collecter et préserver les connaissances et les technologies est l'une des principales tâches du Mechanicus. Une des arches du Mechanicus (une énorme base de vaisseaux spatiaux) arrive sur la planète Silva Tenebris, qui est le tombeau d'une ancienne et puissante race de Necrons.
Necrons - les créatures de "métal vivant", des machines sans âme, parmi lesquelles seules quelques-unes sont dotées d'un esprit et d'un semblant d'émotion. L'objectif des Nécrons est simple : détruire ceux qui osent empiéter sur leur domaine et troubler leur paix.
Se frayant un chemin dans le labyrinthe d'une tombe ancienne, les techno-jerks du Mechanicus doivent explorer ce lieu mystérieux et sinistre. Ils acquerront également le savoir des anciens, qui attire les adeptes du culte omniscient, malgré leurs dangers mortels. 

## Gameplay
Le jeu est construit sur le passage d'un certain nombre de missions que le joueur peut choisir parmi plusieurs options proposées. Sur la mission peut prendre une escouade de quatre techno-prêtres et des renforts sous la forme d'une escouade de chasseurs-serveurs. Dans chaque mission, il y a plusieurs collisions de combat de l'escouade d'explorateurs avec des Nécrons. Entre les scènes de combat, le joueur est invité à choisir l'itinéraire de l'escouade et, dans certains cas, à choisir des actions dans les événements, ces actions affectant les rencontres de combat et la récompense de la mission. Entre les missions, le joueur peut rééquiper et améliorer les personnages et améliorer les compartiments du vaisseau arche, ce qui donne accès à de nouveaux objets et combattants.
Les mécanismes de base des rencontres de combat sont généralement similaires à ceux du jeu XCOM: Enemy Unknown de 2012. Cependant, un certain nombre de caractéristiques du lieu de combat et les capacités des personnages et des ennemis contrôlés rendent le gameplay différent des autres jeux similaires.

## Compléments
Le 23 juillet 2019, le module complémentaire Heretek a été publié. 